# Michael Green (friidrottare)
Michael Green, född den 7 november 1970 i Trelawny, är en jamaicansk före detta friidrottare som tävlar i kortdistanslöpning.
Greens främsta merit är silvret på 60 meter från inomhus-VM 1997 i Paris. Han var vidare i final på 100 meter vid Olympiska sommarspelen 1996 där han slutade på sjunde plats. Vidare blev han silvermedaljör på 100 meter vid samväldesspelen 1994. 
Han har två gånger varit i semifinal på 100 meter vid VM, både vid VM 1991 och vid VM 1995.

## Personliga rekord
- 60 meter - 6,49 från 1997
- 100 meter - 10,02 från 1997
- 200 meter - 20,61 från 1997